# Ukrainischer Fußball-Supercup
Der Ukrainische Fußball-Supercup (ukrainisch Суперкубок України/Superkubok Ukrajiny) ist ein Pokalwettbewerb im Fußball. Bei dem seit 2004 ausgetragenen Pokal treffen traditionell vor einer neuen Saison der amtierende ukrainische Meister (M) und der ukrainische Pokalsieger (P) aufeinander. Sollte eine Mannschaft gleichzeitig Meister und Pokalsieger sein, wird der Superpokal zwischen dem Meister und dem Vizemeister (VM) ausgetragen. Elfmal konnte der Meister (bzw. Doublegewinner) das Spiel für sich entscheiden, siebenmal gelang das dem Pokalsieger (bzw. Vizemeister).
Bis einschließlich 2008 spielten immer Dynamo Kiew und Schachtar Donezk den Superpokal unter sich aus, diese beiden Vereine gewannen auch alle Ausspielungen (je neun Titel). In sechs von 18 Austragungen des Superpokals fiel die Entscheidung in einem Elfmeterschießen.

## Die Endspiele im Überblick
| Datum          | Spielort                        | Sieger                  | Ergebnis             | Finalist                  |
| -------------- | ------------------------------- | ----------------------- | -------------------- | ------------------------- |
| 10. Juli 2004  | Zentralstadion Tschornomorez    | Dynamo Kiew (M)         | 1:1 n. V., 6:5 i. E. | Schachtar Donezk (P)      |
| 9. Juli 2005   | Zentralstadion Tschornomorez    | Schachtar Donezk (M)    | 1:1 n. V., 4:3 i. E. | Dynamo Kiew (P)           |
| 16. Juli 2006  | Zentralstadion Tschornomorez    | Dynamo Kiew (P)         | 2:0                  | Schachtar Donezk (M)      |
| 10. Juli 2007  | Zentralstadion Tschornomorez    | Dynamo Kiew (M, P)      | 2:2 n. V., 4:2 i. E. | Schachtar Donezk (VM)     |
| 15. Juli 2008  | Alexei-Butowski-Worskla-Stadion | Schachtar Donezk (M, P) | 1:1 n. V., 5:3 i. E. | Dynamo Kiew (VM)          |
| 11. Juli 2009  | Juwilejnyj-Stadion              | Dynamo Kiew (M)         | 0:0 n. V., 4:2 i. E. | Worskla Poltawa (P)       |
| 4. Juli 2010   | Slawutytsch-Arena               | Schachtar Donezk (M)    | 7:1                  | Tawrija Simferopol (P)    |
| 5. Juli 2011   | Alexei-Butowski-Worskla-Stadion | Dynamo Kiew (VM)        | 3:1                  | Schachtar Donezk (M, P)   |
| 10. Juli 2012  | Awanhard-Stadion                | Schachtar Donezk (M, P) | 2:0                  | Metalurh Donezk (VM)      |
| 10. Juli 2013  | Zentralstadion Tschornomorez    | Schachtar Donezk (M, P) | 3:1                  | Tschornomorez Odessa (VM) |
| 22. Juli 2014  | Arena Lwiw                      | Schachtar Donezk (M)    | 2:0                  | Dynamo Kiew (P)           |
| 14. Juli 2015  | Zentralstadion Tschornomorez    | Schachtar Donezk (VM)   | 2:0                  | Dynamo Kiew (M, P)        |
| 16. Juli 2016  | Zentralstadion Tschornomorez    | Dynamo Kiew (M)         | 1:1 n. V., 4:3 i. E. | Schachtar Donezk (P)      |
| 15. Juli 2017  | Zentralstadion Tschornomorez    | Schachtar Donezk (M, P) | 2:0                  | Dynamo Kiew (VM)          |
| 21. Juli 2018  | Zentralstadion Tschornomorez    | Dynamo Kiew (VM)        | 1:0                  | Schachtar Donezk (M, P)   |
| 28. Juli 2019  | Zentralstadion Tschornomorez    | Dynamo Kiew (VM)        | 2:1                  | Schachtar Donezk (M, P)   |
| 26. Aug. 2020  | Olympiastadion Kiew             | Dynamo Kiew (P)         | 3:1                  | Schachtar Donezk (M)      |
| 22. Sept. 2021 | Olympiastadion Kiew             | Schachtar Donezk (VM)   | 3:0                  | Dynamo Kiew (M, P)        |

### Rangliste der Sieger
| Rang | Verein           | Siege | Jahr(e)                                              |
| ---- | ---------------- | ----- | ---------------------------------------------------- |
| 1    | Dynamo Kiew      | 9     | 2004, 2006, 2007, 2009, 2011, 2016, 2018, 2019, 2020 |
| 1    | Schachtar Donezk | 9     | 2005, 2008, 2010, 2012, 2013, 2014, 2015, 2017, 2021 |